# Cantharellus henricii
Cantharellus henricii är en svampart som beskrevs av Eyssart. & Buyck 2000. Cantharellus henricii ingår i släktet Cantharellus och familjen kantareller.   Inga underarter finns listade i Catalogue of Life.